# Katie Uhlaender
Katie Uhlaender (Vail, 17 de julio de 1984) es una deportista estadounidense que compitió en skeleton.
Ganó seis medallas en el Campeonato Mundial de Skeleton entre los años 2007 y 2012. Participó en cuatro Juegos Olímpicos de Invierno, entre los años 2006, 2018, ocupando el sexto lugar en Turín 2006 y el cuarto en Sochi 2014.

## Palmarés internacional
| Campeonato Mundial | Campeonato Mundial           | Campeonato Mundial | Campeonato Mundial |
| Año                | Lugar                        | Medalla            | Prueba             |
| ------------------ | ---------------------------- | ------------------ | ------------------ |
| 2007               | Sankt Moritz (Suiza)         | Medalla de bronce  | Individual         |
| 2008               | Altenberg (Alemania)         | Medalla de plata   | Individual         |
| 2008               | Altenberg (Alemania)         | Medalla de bronce  | Equipo mixto       |
| 2009               | Lake Placid (Estados Unidos) | Medalla de bronce  | Equipo mixto       |
| 2012               | Lake Placid (Estados Unidos) | Medalla de oro     | Individual         |
| 2012               | Lake Placid (Estados Unidos) | Medalla de oro     | Equipo mixto       |